# سه‌نقطه
ایجاز (یونانی: Έλλειψις، انگلیسی: Ellipsis) در زبان‌شناسی، اشاره به هر قسمتی از کلام دارد که حذف شده‌است و این حذف هم عمدی است.
در نوشتار آن را با سه‌نقطه (…) و گاهی سه ستاره (***) نشان می‌دهند.
سه‌نقطه همچنین می‌تواند به مکث در جمله، یا قسمتی ناتمام در آن اشاره داشته‌باشد.
سه‌نقطه در اینترنت یا چت و… هم کاربرد دارد.
سه‌نقطه را می‌توان با درج سه نویسه‌ی نقطه پشت سر هم و بدون فاصله نگارش کرد (...). روش دیگر، استفاده از نویسهٔ … با کد یونیکد U+2026 است.

## در زبان انگلیسی
در زبان انگلیسی پیشنهاد می‌شود که از سه‌نقطه برای جمله، لغت، عبارت، خط، یا پاراگراف حذف‌شده‌استفاده شود.
محل استفاده از سه‌نقطه در زبان انگلیسی معمولاً انتهای یک عبارت یا محلی است که آن حذف شده‌است.

## در زبان فارسی
در زبان فارسی پیشنهاد می‌شود که از سه‌نقطه برای جمله، ,واژه، عبارت، خط، یا پاراگراف حذف‌شده‌استفاده شود.
محل استفاده از سه‌نقطه در زبان فارسی معمولاً انتهای یک عبارت یا محلی است که آن حذف شده‌است.

سه‌نقطه در زبان فارسی معنیِ «و غیره» را می‌دهد. برای مثال، به‌جای اینکه بگوییم «کتاب و دفتر و مداد و کیف و غیره»، می‌توانیم از این عبارت استفاده کنیم: «کتاب و دفتر و مداد و کیف و…»
همین‌طور می‌توان از آن به‌جای این موارد استفاده کرد:
- و غیره
- عبارت مجهول و استفاده از آن در سؤالات به‌عنوان مجهول؛
- ادامهٔ یک عبارت که ذکر آن موجب دراز شدن متن می‌شود؛
- داستانی که خواننده می‌تواند آن را حدس بزند.

## در ریاضیات
در ریاضیات، سه‌نقطه معنای «مانند آن» را می‌دهد.
برای مثال، در عبارتِ ۱+۲+۳+…+۱۰۰
منظور از سه‌نقطه، اعداد متوالی بین ۴ تا ۹۹ است.
و همین‌طور در عبارت ۱+۳+۵+۷+…
یعنی عبارات به‌طور نامتناهی با قدر نسبت ۲ با هم جمع شوند.
سه‌نقطه را گاهی به‌صورت سه‌نقطهٔ عمودی یا مایل برای عباراتی که زیر هم نوشته شده‌اند (مانند اقلام یک فهرست یا در یک ماتریس) هم استفاده می‌کنند.